# Tantra (banda brasileira)
Banda Tantra é uma banda brasileira de rock formada, que inicialmente foi formada por músicos de apoio da Legião Urbana.

## História
Começa em 1994, por quartos de hotéis, durante a turnê do disco Descobrimento do Brasil da Legião Urbana. Fred Nascimento e Gian Fabra, então músicos de apoio da banda brasiliense, decidiram transformar suas afinidades pessoais numa banda e suas afinidades musicais em canções. A seguir convocaram o baterista Gutje (ex-Plebe Rude) para completar a equipe. Assim nascia o Tantra. Gutje permanece na banda até a Plebe Rude retomar suas atividades. 
Em meados de 1996, já com Marcelo Wig no lugar de Gutje, a banda assinou um contrato com a gravadora MCA visando a produção do seu primeiro álbum. Em seguida vieram um single e um clipe para uma música chamada "Corvos Sobre o Campo" inspirada na visão de Sonhos, de Akira Kurosawa, sobre Van Gogh. Antes do final daquele ano, chegou às lojas o álbum inteiro, Eles Não Eram Nada, produzido por Liminha com a capa feita por Luiz Stein.
Depois da divulgação do CD, a banda se recolheu e seus integrantes deram continuidade a outros projetos até que, em 2000, reencontraram-se para participar de uma turnê pelo Nordeste idealizada por Sérgio Espírito Santo. Um show com músicas dos anos 80. Além de Nascimento e Fabra, a banda convocada para esta turnê contava com Carlos Trilha, que também fora músico de apoio da Legião (inclusive tendo produzido os CD's solo de Renato Russo) nos teclados e Lourenço Monteiro na bateria. Ali começou a ser germinada a ideia do segundo disco da banda.
A banda finalizou o CD A Febre dos Sonhos no final de 2006, com a produção de Carlos Trilha. O disco foi lançado (via internet) no ano seguinte pelo selo independente Orbita Music.

### Entrada de Carmem Manfredini
No começo de 2008, o guitarrista Fred Nascimento foi convidado pelo jornalista Marcelo Fróes para participar do Tributo ao Álbum Branco que Fróes estava produzindo. A princípio seria uma versão de voz e violão da música Rocky Raccoon, que contaria com os vocais de Carmem Manfredini (irmã de Renato Russo), mas quando Fred mostrou o resultado para a banda, todos gostaram e pediram para ela participar da faixa. A banda convidou Carmem para participar do próximo trabalho do grupo e, alguns meses depois, as gravações começaram e resultaram em 2009 no álbum "O Fim da Infância".

### Novo retorno
Em 2019, a banda retoma as atividades com Fred Nascimento, Gutje Woortmann e Davi Duarte, que fez parte das bandas Mauk e os Cadillacs Malditos.

## Discografia
- Eles Não Eram Nada - 1996 (MCA)
- A Febre dos Sonhos - 2007 (Orbita Music)
- O Fim da Infância - 2009 (LGK/Som Livre)[10]